# Тхаба-Ерды
Тхаба-Ерды (ингуш. Тхьаба-Ерда, ТкъобӀаь-Ерда) — древний христианский храм в Ингушетии. Расположен вблизи селений Хайрахе и Пуй Джейрахского района. Входит в Джейрахско-Ассинский государственный историко-архитектурный и природный музей-заповедник. Среди учёных нет единого мнения о времени постройки храма. Большинство из них выделяют несколько периодов его строительства, самый ранний из которых некоторые учёные относят к VIII веку, из-за чего храм Тхаба-Ерды часто называют древнейшим на территории России.

## Значение названия
Единого мнения в среде учёных относительно значения названия памятника нет. Одними исследователями название выводится с ингушского ТкъобIa-Ерды как «Наша вера», также «Храм веры», другие исследователи склоняются к значению названия «Две тысячи святых», третья группа учёных склоняется к версии, что Тхаба-Ерды — это искаженное от Тома-Ерды, то есть храм святого Фомы, а дословно «Тха ба эрд — наша святыня».

## Описание
Первое описание храма составил в 1787 году военный квартирмейстер Л. Л. Штедер. В 1811 году геолог М. Энгельгардт снял план храма и выполнил его зарисовки. В 1969—1971 годах храм, как памятник всесоюзного значения, был отреставрирован.
Вплоть до депортации ингушей в советские 1940-е годы, храм оставался культурным и духовным центром горной Ингушетии. В Тхаба-Ерды собирался Мехк-кхел — совет (суд) ингушей, на котором старейшины, согласно адатам, устанавливали порядок землевладения, согласовывали нормы поведения, вопросы торговли, меры наказания преступникам. Кроме того, в храме созывались общенародные сходы и велась централизованная подготовка к военным походам.
Во время Второй чеченской войны оказался в центре военных манёвров. По словам Президента Ингушетии, военные 58-й армии устроили в древнейшей церкви РФ отхожее место; также российская вертолётная авиация нанесла по храму удар, в результате чего была утрачена крыша.
10 ноября 2012 года в храме впервые за более чем сто лет состоялось православное богослужение.

### Архитектура здания
Храм представляет собой базилику. Строительство таких храмов на северо-восточном Кавказе, вероятно могло быть связано с деятельностью Армении и Картли. Тхаба-Ерды и Альби-Ерды, могут быть по ряду признаков отнесены к армянской зальной церкви с обходом или грузинской трехцерковной базилике. В Армении этот тип был распространен до VII века, в Картли трехцерковные базилики строили до XIV века.
Современный вид церковь Тхаба-Ерды приобрела в XIV—XVI веках и с тех пор использовалась для отправления традиционных ингушских культов.
Планировка церкви относительно проста. В высокий вытянутый параллелепипед (длина 17 метров, ширина 7,5 метров) вписано пространство зала, разделенное тремя парами сильно выдвинутых пилонов и завершенное на востоке полукруглой апсидой. Здание венчает двухскатная кровля. Великолепие храму придают многочисленные рельефы и резные детали, большинство которых явно использовано вторично, поскольку, согласно СМИ, находятся они в совершенно случайных местах.
На западном фасаде храма есть так называемая ктиторская композиция, целиком являющаяся составной. Несмотря на значительные утраты, её можно датировать X—XII веками. В её центре — Христос; справа, видимо, находится изображение ктитора. Левая фигура много лет считалась утерянной, но случайным образом некоторое время назад была обнаружена в одном из окрестных сел и обследована. Это изображение бородатого мужчины с епитрахилью. По сторонам от головы есть горизонтальные выступы, с которых свисают крупные виноградные грозди. По сторонам от головы фигуры сохранилась надпись из восьми букв грузинского церковного письма асомтаврули, которая в переводе гласит «Георгий епископ». Надпись датируется второй половиной X века — первой половиной XI века. Ученые отмечают, что фигура сидящего на престоле Христа, в нарушение принятой иконографической субординации, значительно ниже предстоящих ему епископа и светского лица. Из-за этого некоторые исследователи делают вывод, что, скорее всего, взаимное расположение фигур Спасителя и ктиторов храма первоначально было совсем другим. Лучше других сохранилась фигура, в левой руке держащая крест, а в правой — рукоять меча.
В тимпане восточного окна в Тхаба-Ерды изображен Самсон, борющийся со львом, и две фигуры (вероятно, ктиторов), предстоящих Христу. Предмет в руках самой левой фигуры, преподносимый Христу, считается моделью купольной церкви — хотя его выветренность не позволяет сделать окончательные выводы.

## Археологические данные
В 2008 году Археологическим центром при министерстве культуры Республики Ингушетия, совместно с сотрудниками Московского архитектурного института, на территории памятника проводились археологические исследования. По сообщениям пресс-службы Минкультуры Ингушетии, были найдены новые каменные плиты с резным декором, а в технике строительства храма выявлены не учтенные ранее переделки конструктивных деталей храма в разные хронологические периоды.
Кроме того, в пределах разбитого в северной церкви храма разведывательного археологического раскопа были открыты остатки продолжения стены абсиды северной церкви со светло-коричневой обмазкой, а также, предположительно, остатки поперечных стен ещё более древнего храма, стоявшего, по предположению ученых, на месте храма Тхаба-Ерды. В этом же месте были обнаружены следы двух пилястр и горизонтальная сланцевая выкладка на полу церкви.
В 2024 году сотрудники Джейрахско-Ассинского государственного музея-заповедника нашли в горах Ингушетии фрагменты камней, которые, по мнению исследователей, являются частью декоративной отделки храма Тхаба-Ерды.

## Галерея
- Зарисовки храма Всеволода Миллера 1888 год
- Окно в восточной стене храма
- Ворота в ограде храма Тхаба-Ерды
- Арка в храме Тхаба-Ерды
- Окно в южной стене храма
- Барельеф на западной стене храма над входной дверью
- Откос храма Тхаба-Ерды
- Общий вид
- План храма Тхаба-Ерды
- Продольный разрез храма
- Плиты с барельефами в откосе храма
- Плиты с орнаментами, лежащие в окрестностях храма
- Часть ограды и ворот храма
- Южная дверь храма